# 枝鰓類
枝鰓類（學名：Cladobranchia）是腹足綱裸鰓目之下的一個亞目級分類單元。在2005年的分類，枝鰓類支序是無角鰓類支序之下的一個演化支；但在2017年最新的分類，枝鰓類跳過無角鰓類，直接隸屬於裸鰓目。
留意「枝鰓亞目」這個分類單元的中文名稱有歧義。

## 分類
根據2017年12月出版的最新分類，枝鰓亞目包括以下各個總科：
- 蓑海牛總科（英语：Aeolidioidea） Aeolidioidea Gray, 1827
- 片鰓海蛞蝓總科 Arminoidea Iredale & O'Donoghue, 1923 (1841)[4]
- 枝背海牛總科 Dendronotoidea Allman, 1845
- Superfamily Doridoxoidea Bergh, 1899
- 菲納鰓總科 Fionoidea Gray, 1857
- 扇羽鳃總科 Flabellinoidea Bergh, 1889
- Superfamily Proctonotoidea Gray, 1853
- 三歧海牛總科 Tritonioidea Lamarck, 1809
- 總科地位未定
  - 二列鰓海牛科 Bornellidae